# Forte de Nossa Senhora da Vitória de Água de Pau
O Forte de Nossa Senhora da Vitória de Água de Pau localizava-se na vila e freguesia de Água de Pau, concelho da Lagoa, na costa sul da ilha de São Miguel, nos Açores.
Em posição dominante sobre este trecho do litoral, constituiu-se em uma fortificação destinada à defesa deste ancoradouro contra os ataques de piratas e corsários, outrora frequentes nesta região do oceano Atlântico.

## História
No contexto da Guerra da Sucessão Espanhola (1702-1714) encontra-se referido como "O Reduto da Villa de Agua de Pau." na relação "Fortificações nos Açores existentes em 1710".
Ao final do século XVIII, a Relação dos Castelos e mais Fortes da Ilha de S. Miguel do seu estado do da sua Artelharia, Palamentas, Muniçoens e do q.' mais precizam, pelo major engenheiro João Leite de Chaves e Melo Borba Gato, informava:
"Forte de N. S. da Victoria - Na V.a d'Agoa de Páo, aRuinado em hu' angulo, as cazas danificadas, e sem portão, tem 5 canhoneiras, e 5 peças de ferro desmontadas: palamenta o m.mo q.' o d'Alagoa, muniçoens hu' cartuxo de bala de mosquete que tem 8 aRateis: está edificado em hua alta roxa, continuada p.a hu' e outro lado, mais do alcance de ponto em branco das maiores peças, pelo q.' o reputo só necessario p.a signais."
REZENDES (2010) refere-o como Forte da Caloura e dá-o como "entaipado esquecido junto ao porto".

## Características
Constituiu-se em um forte de pequenas dimensões, erguido sobre um rochedo, em cujos muros se abriam cinco canhoneiras. Não foram localizados detalhes complementares sobre as suas edificações de serviço (Casa do Comando, Quartel de Tropa, Paiol de Pólvora) ou sua evolução.